# 039 (prefisso)

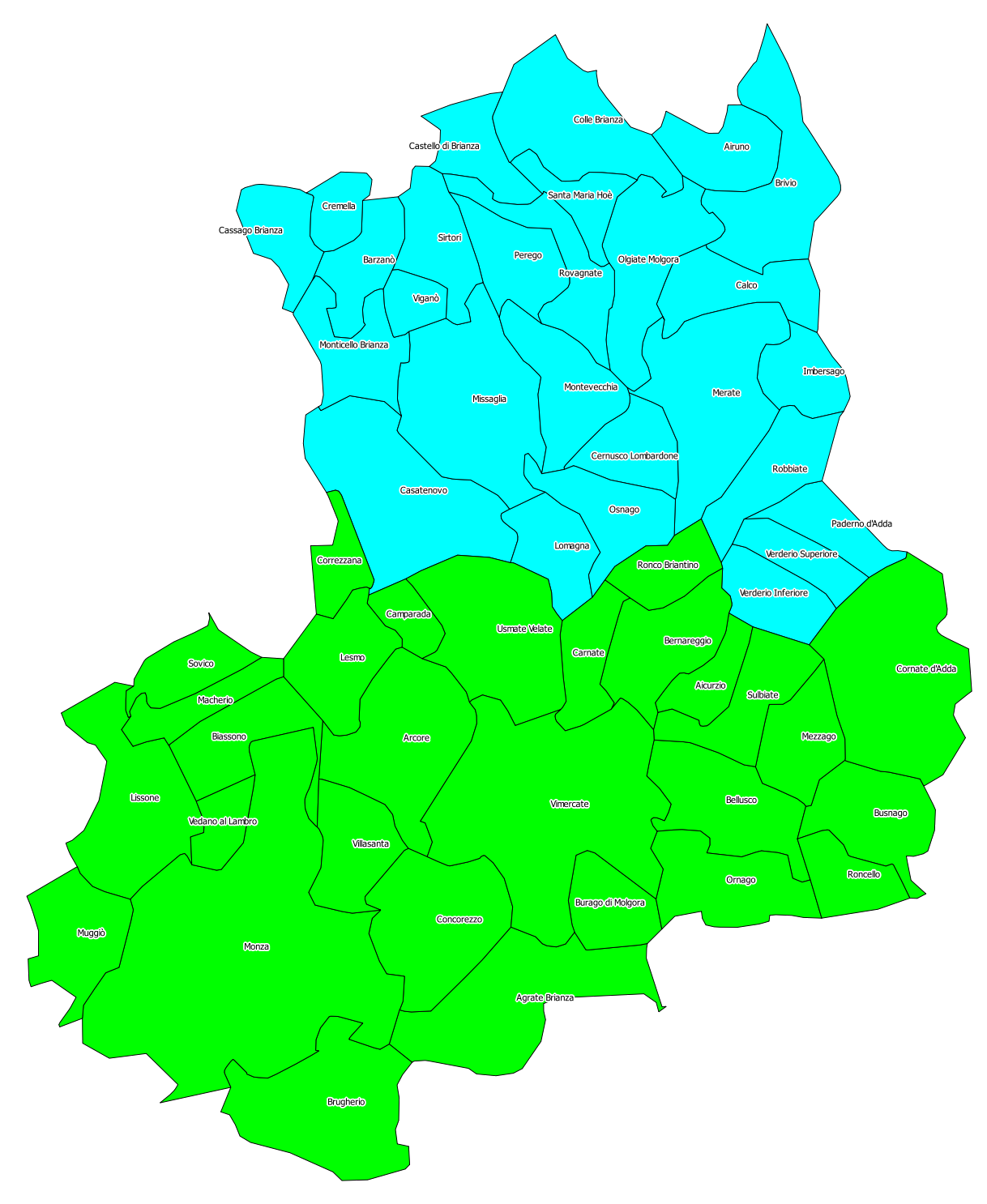
In azzurro i comuni della provincia di Lecco, in verde quelli della provincia Monza-Brianza

039 è il prefisso telefonico del distretto di Monza, appartenente al compartimento di Milano.
Il distretto comprende la parte orientale della provincia di Monza e della Brianza e la parte meridionale della provincia di Lecco. Confina con i distretti di Como (031) e di Lecco (0341) a nord, di Bergamo (035) a est, di Milano (02) a sud e di Seregno (0362) a ovest.
Agli albori della teleselezione, il prefisso telefonico assegnato inizialmente alla zona di Monza era 0361.

## Aree locali e comuni
Il distretto di Monza comprende 54 comuni compresi nelle 3 aree locali di Merate, Monza e Vimercate, coincidenti con gli omonimi ex settori. I comuni compresi nel distretto sono: Agrate Brianza, Aicurzio, Airuno (LC), Arcore, Barzanò (LC), Bellusco, Bernareggio, Biassono, Brivio (LC), Brugherio, Burago di Molgora, Busnago, Calco (LC), Camparada, Carnate, Casatenovo (LC), Cassago Brianza (LC), Castello di Brianza (LC), Cernusco Lombardone (LC), Colle Brianza (LC), Concorezzo, Cornate d'Adda, Correzzana, Cremella (LC), Imbersago (LC), La Valletta Brianza (LC), Lesmo, Lissone, Lomagna (LC), Macherio, Merate (LC), Mezzago, Missaglia (LC), Montevecchia (LC), Monticello Brianza (LC), Monza, Muggiò, Olgiate Molgora (LC), Ornago, Osnago (LC), Paderno d'Adda (LC), Robbiate (LC), Roncello, Ronco Briantino, Santa Maria Hoè (LC), Sirtori (LC), Sovico, Sulbiate, Usmate Velate, Vedano al Lambro, Verderio (LC), Viganò (LC), Villasanta e Vimercate .
I comuni appartenenti all'area locale di Monza sono: Biassono, Brugherio, Lissone, Macherio, Monza, Muggiò, Sovico, Vedano al Lambro e Villasanta. Tutti gli altri comuni del distretto siti in provincia di Monza e Brianza appartengono all'area locale di Vimercate. Tutti i comuni in provincia di Lecco appartengono all'area locale di Merate.